# Theodor Scheidl
Theodor Scheidl (* 3. August 1880 in Wien; † 22. April 1959 in Tübingen) war ein österreichischer Bariton und Sportler.

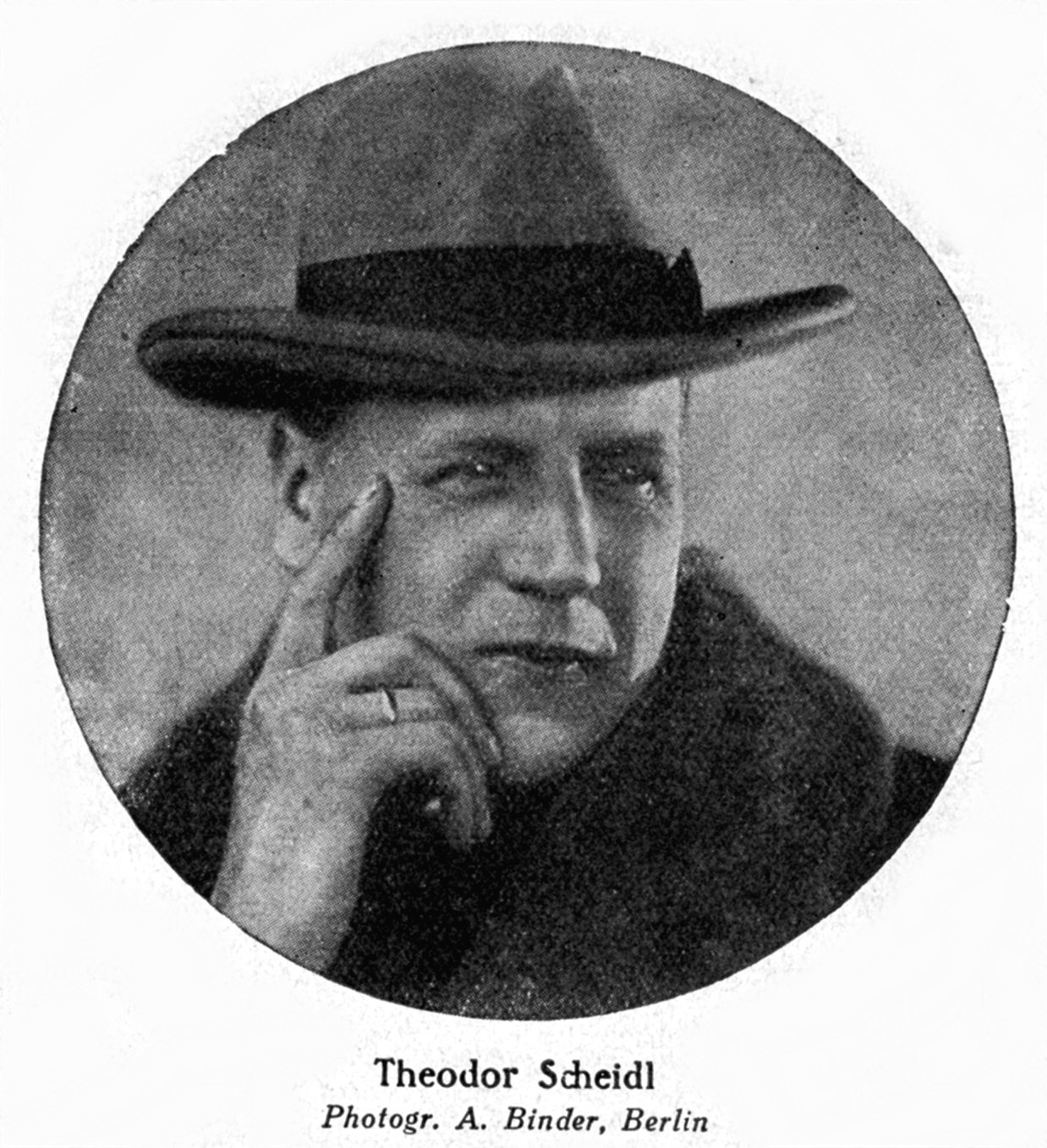
Theodor Scheidl um 1925

## Leben
Nach dem Besuch der Volks-, Bürger- und Handelsschule in Wien und einer Ausbildung zum Drogisten arbeitete Scheidl bis 1910 als Hauptkassier der österreichischen Medizinal-Drogen-AG.
Er war ein populäres Mitglied des Ersten Wiener-Amateur-Schwimmklubs, I. W.A.S.C., hielt einige Jahre den österreichischen Rekord über 68 Meter Brustschwimmen und nahm an zahlreichen Schwimm-, Tauch- und Kunstspring-Wettbewerben teil, zuweilen unter dem Pseudonym Petit, ein Gegensatz zu seiner Körpergröße von knapp 2 Metern.
Daneben betätigte sich der talentierte Allroundathlet in der Leichtathletik als Hochspringer, Weitspringer und Diskuswerfer. Bei den Olympischen Zwischenspielen 1906 in Athen kam er im Fünfkampf auf den neunten und im Standweitsprung auf den 13. Platz. Seine Platzierungen im Hochsprung und Diskuswurf (griechischer Stil) sind nicht überliefert, im Standhochsprung wurde er disqualifiziert.
Gleichzeitig studierte er von 1906 bis 1910 privat Gesang bei dem Bariton Alois Grienauer (1850–1937). Sein Debüt als Opernsänger gab er 1910 an der Wiener Volksoper als Heerrufer in Lohengrin. Es folgten Engagements von 1910 bis 1912 am Städtischen Theater Olmütz, 1912/13 am Stadttheater Augsburg und von 1913 bis 1921 am Württembergischen Hoftheater in Stuttgart, ab Herbst 1914 unterbrochen durch die Teilnahme am Ersten Weltkrieg. Nach einem Jahr wurde Scheidl aufgrund einer Knieverletzung dienstuntauglich und konnte von der Festung Franzensfeste in Südtirol nach Stuttgart zurückkehren. Von 1921 bis 1933 war er Mitglied der Berliner Staatsoper, 1933 bis 1937 wirkte er hauptsächlich am Neuen Deutschen Theater Prag. Hier sang er u. a. in den Erstaufführungen von Boris Godunow (1934, Dirigent: Georg Széll) und Arabella (1937, Dirigent: Karl Rankl). 1937 zog er sich von der Opernbühne zurück, gab aber noch Gastspiele (Stuttgart 1938, Köln 1939) und Liederabende und trat im Rundfunk auf.
1914 debütierte er bei den Bayreuther Festspielen als Klingsor in Parsifal und Donner im Rheingold. 1924, 1925, 1928 und 1930 sang er dort den Amfortas, 1927 den Kurwenal in Tristan und Isolde. Die Partie des Telramund in Lohengrin sang er höchst erfolgreich 1926 bei den Festspielen von Zoppot. Gastspiele in europäischen Musikzentren wie Amsterdam (1933), Brüssel, Leningrad (Boris Godunow), London, Mailand, Paris (1936) und Stockholm (1929, 1930) folgten. In seiner Heimatstadt Wien gab Scheidl zwischen 1910 und 1943 mehrere Liederabende, wirkte aber nach seinem Debüt 1910 lediglich in drei Opernaufführungen mit: im März 1924 an der Volksoper (in Tosca und Hoffmanns Erzählungen) und im Januar 1936 an der Staatsoper (Nélusco in L’Africaine).
Zum 1. Mai 1933 trat er der NSDAP bei (Mitgliedsnummer 2.656.461).
Im Juli 1955 sang er anlässlich seines 75. Geburtstages auf Einladung des Staatstheaters Stuttgart im Großen Haus nochmals die Partie des Scarpia in Tosca.
Scheidl war bereits in Stuttgart pädagogisch tätig, sein bekanntester Schüler war dort Wilhelm Strienz. Von 1937 bis 1944 war Scheidl Gesangslehrer an der Staatlichen Akademie der Tonkunst in München, 1939 wurde er zum Professor ernannt. 
1944 wurde das Ehepaar Scheidl von München nach Dießen am Ammersee evakuiert. Ab 1945 arbeitete als Scheidl als Gesangspädagoge in Tübingen, wo sein Schwager  Hermann Haußer lange Jahre als Oberbürgermeister tätig gewesen war.
Scheidl war ab 1915 mit der Altistin Emma (Emaria) Haußer (* 7. August 1881 Bissingen) verheiratet, das Paar hatte eine Tochter, Dorothea (* 1. April 1923 Berlin), sie wurde Konzertsängerin.

## Würdigung
Unsere schnelllebige Zeit schien vergessen zu haben, in welchem Ausmaß die Kunst eines Theodor Scheidl an der Prägung des modernen Opernstils beteiligt war.
Sein persönlicher künstlerischer Einfluss, vor allem der seiner Berliner Jahre, ist kein geringer gewesen. Die Maßstäbe, die er damals gesetzt hat, haben heute noch ihre Gültigkeit. Er war auf der Opernbühne stets eine in Ausdruck und Darstellung unmittelbar hinreißende Erscheinung. Schablone und eine nicht überzeugend wirkende künstlerische Aussage waren ihm fremd. Seine von schauspielerischer Intelligenz und einer gewaltigen Stimme getragenen Bühnengestalten entbehrten niemals den sie umgebenden Nimbus einer großen Persönlichkeit.
Stefan Zadejan, Linz: Theodor Scheidl. Rundfunkvortrag in der Reihe Tondokumente der Vergangenheit, abgedruckt in: Stimmen die um die Welt gingen, 5/1984, S. 4

## Repertoire
Scheidls Repertoire umfasste etwa 100 Rollen. Von seinen großen Partien außerhalb des Wagner-Repertoires sind zu nennen: Jago in Verdis Otello, Alfio in Cavalleria rusticana, Francesco in Mona Lisa, die Titelhelden in Hans Heiling und in Schwanda, der Dudelsackpfeifer sowie Partien in Opern von Richard Strauss. Sehr gelobt wurde auch seine Darstellung des Boris Godunow.
Ur- und Erstaufführungen
- Walter Braunfels: Ulenspiegel. Mit Rudolf Ritter, Marga Junker-Burchardt, Otto Helgers, Scheidl. Dirigent: Max von Schillings. Stuttgart, 4. November 1913
- Paul Hindemith: Mörder, Hoffnung der Frauen. Mit Erna Ellmenreich (Frau) und Scheidl (Mann). Dirigent: Fritz Busch. Stuttgart, 4. Juni 1921
- Darius Milhaud: Christoph Kolumbus. Mit Delia Reinhardt, Scheidl (Kolumbus in der Zeitlichkeit), Emanuel List, Fritz Soot, Dezső Ernster. Dirigent: Erich Kleiber. Berlin, 5. Mai 1930
- Modest Mussorgski: Boris Godunow. Mit Scheidl (Boris), Albert Peters, Josef Schmidt. Dirigent: Nicolai Malko. Berlin, Haus des Rundfunks, 26. Februar 1932. Erstaufführung der Originalfassung.
- Ture Rangström: Kronbruden (Die Kronbaut). Mit Erna Ellmenreich, Fritz Soot, Otto Helgers, Scheidl, Emma Scheidl-Haußer. Dirigent: Paul Drach. Stuttgart, 21. Oktober 1919
- Franz Schmidt: Fredigundis. Mit Scheidl (Chilperich), Fritz Soot, Otto Helgers. Dirigent: Fritz Stiedry. Berlin, 19. Dezember 1922
- Franz Schreker: Der singende Teufel. Mit Delia Reinhardt, Fritz Wolff, Friedrich Schorr, Margarethe Arndt-Ober, Emanuel List, Scheidl (maurischer Pilger), Carl Jöken, Tilly de Garmo. Dirigent: Erich Kleiber. Berlin, 10. Dezember 1928
- Siegfried Wagner: An allem ist Hütchen schuld! Mit George Maeder, Sigrid Onégin, Scheidl (Der Tod), Emma Scheidl-Haußer. Dirigent: Erich Band. Stuttgart, 6. Dezember 1917
- Ermanno Wolf-Ferrari: Die schalkhafte Witwe. Mit Vera Schwarz, Scheidl (Mylord Runebif), Marcel Wittrisch, Willi Domgraf-Fassbaender. Dirigent: Leo Blech. Berlin 20. Oktober 1931 (deutsche Erstaufführung).

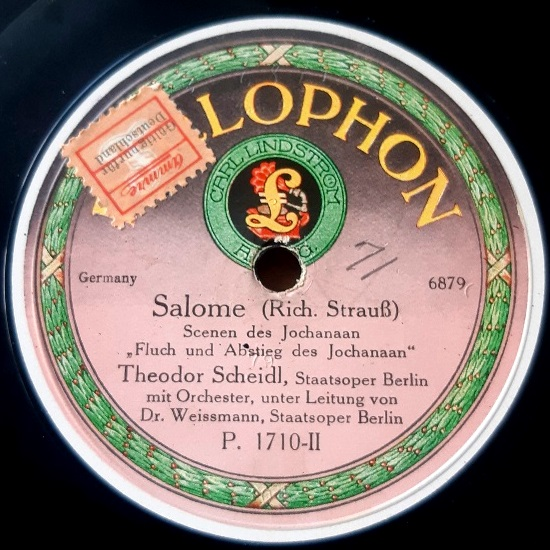
Schallplatte von Theodor Scheidl (Berlin 1924)

## Tondokumente
Scheidl nahm etwa 130 Seiten für die Deutsche Grammophon (Auslandslabel Polydor) auf, die ersten Titel 1920 in Stuttgart, den Rest in den Jahren 1922 bis 1930 in Berlin: Arien und Szenen von Wagner, Verdi und Puccini, Balladen von Carl Loewe, Lieder von Robert Schumann, Franz Schubert und Franz Liszt, dazu einige Wienerlieder. Neben dem Standardrepertoire existieren auch Ausschnitte aus Das Nachtlager in Granada, Zazà, Boris Godunow, Intermezzo, Hérodiade und Schwanda, der Dudelsackpfeifer.
Für das Label Parlophon nahm Scheidl 1924 Wotans Abschied aus der Walküre und Szenen des Jochanaan aus Salome auf.
Wiederveröffentlichungen
LP:
- Amfortas Klage aus Parsifal. In: Erinnerungen an Bayreuth. Deutsche Grammophon/Heliodor historisch 2700703 (Hamburg 1966)
- Theodor Scheidl. Lebendige Vergangenheit / Preiser Records LV 56 (Wien 1979)

CD:
- Four famous German baritones: Scheidl, Schipper, Bohnen, Rode. Preiser Records 89967 (Wien 1997)
- Theodor Scheidl. Preiser Records 89156 (Wien 1999)